# Tiel
Tiel és un municipi de la província de Gelderland, al centre-est dels Països Baixos. L'1 de gener del 2009 tenia 41.081 habitants repartits sobre una superfície de 34,84 km² (dels quals 2,56 km² corresponen a aigua). Limita al nord amb Buren i Neder-Betuwe, a l'oest amb Geldermalsen i al sud amb Neerijnen i West Maas en Waal.

## Centres de població
- Kapel-Avezaath
- Tiel
- Wadenoijen

## Administració
El consistori consta de 27 membres, compost per:
- Partit del Treball, (PvdA) 10 regidors
- Crida Demòcrata Cristiana, (CDA) 5 regidors
- Pro-Tiel, 5 regidors
- Partit Popular per la Llibertat i la Democràcia, (VVD) 4 regidors
- GroenLinks, 2 regidors
- Demòcrates 66, 1 regidor